# Criophthona celaenophaes
Criophthona celaenophaes là một loài bướm đêm trong họ Crambidae.